# Viaducto de Vadollano

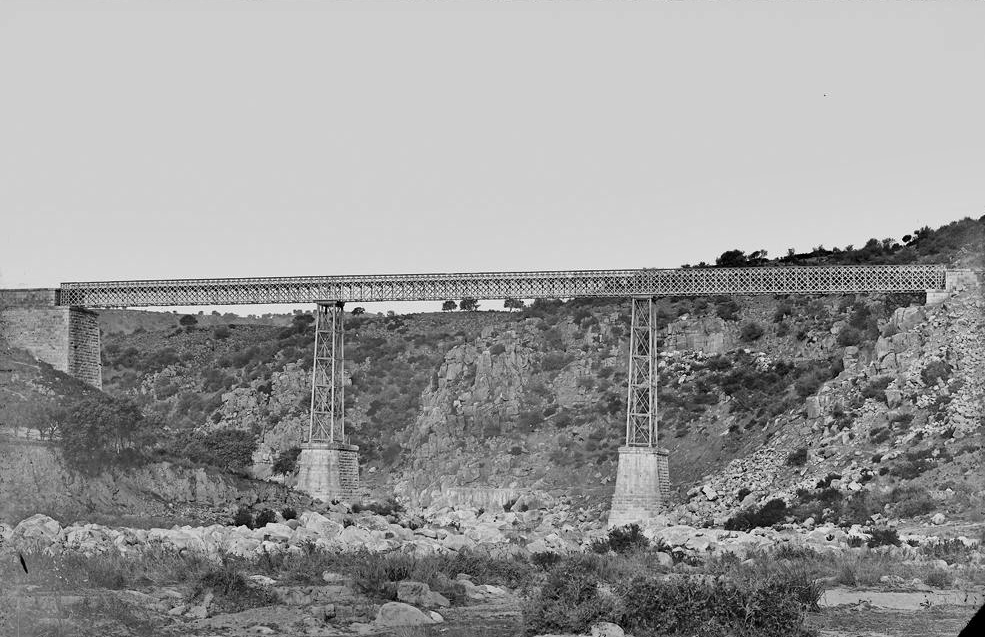
Viaducto de Vadollano, etwa zwischen 1860 und 1886

Das Viaducto de Vadollano ist ein Eisenbahnviadukt der einspurigen Bahnstrecke Ferrocarril Alcázar de San Juan–Sevilla. Es überbrückt das Flusstal des Río Guarrizas in der Gemeinde von Linares in der Provinz Jaén.

## Beschreibung
Die gegenwärtige, 147 m lange und 5 m breite Fachwerkbrücke hat drei stählerne, 4,2 m hohe Fachwerkträger mit obenliegender Fahrbahn, die von zwei Mauerwerkspfeilern gestützt werden. Sie überquert das Tal in einer Höhe von rund 36 m.

## Geschichte
Die ursprüngliche Brücke wurde im Auftrag der Compañía M.Z.A. (Compañía de los Ferrocarriles de Madrid a Zaragoza y Alicante) von dem Unternehmen Fives-Lille gebaut und 1886 fertiggestellt. Es hatte drei schmiedeeiserne Gitterträger und Pfeiler aus Fachwerk.
Zwischen 1918 und 1919 wurde die Brücke durch die jetzige ersetzt.
Seit 1941 gehört das Bauwerk zum Streckennetz von Red Nacional de los Ferrocarriles Españoles und wird auch von RENFE verwaltet. Zwischen 1950 und 1956 wurden Strukturverstärkungen eingebaut und Renovierungsarbeiten durchgeführt.